# Жанасу (Костанайская область)
Жанасу (каз. Жаңасу) — село в Алтынсаринском районе Костанайской области Казахстана. Входит в состав сельского округа имени Ильяса Омарова. Находится примерно в 48 км к северо-востоку от села Убаганское. Код КАТО — 393243200.

## Население
В 1999 году население села составляло 273 человека (134 мужчины и 139 женщин). По данным переписи 2009 года, в селе проживало 265 человек (132 мужчины и 133 женщины).